# Brian Mulroney
Martin Brian Mulroney (Baie-Comeau, 20 de marzo de 1939 - Palm Beach, 29 de febrero de 2024) fue un abogado, empresario y político canadiense que ejerció como primer ministro de Canadá de 1984 a 1993.
Nacido en Quebec, Mulroney estudió ciencias políticas y derecho para luego dedicarse a la abogacía en Toronto. Intentó ser electo líder del Partido Conservador Progresista en 1976, pero al no conseguirlo volvió al sector privado, siendo designado presidente de la empresa minera Iron Ore Company of Canada en 1977. En 1983 fue finalmente electo líder del PCP, a pesar de no ocupar un escaño en la Cámara de los Comunes, esto cambiaría poco después al ganar una elección complementaria en Nueva Ecosia. Mulroney llevó al Partido Conservador Progresista a una aplastante victoria en las elecciones de 1984, ganando la segunda mayor cantidad de escaños parlamentarios en la historia de Canadá, lo que puso fin a veinte años de hegemonía liberal. Fue reelecto en 1988, al derrotar de nuevo a John Turner, quien había sido su rival en 1984.
El mandato de Mulroney como primer ministro se caracterizó por la introducción de importantes reformas económicas, como el Tratado de Libre Comercio con Estados Unidos, el impuesto al valor agregado y la privatización de 23 empresas estatales, entre ellas Air Canada y Petro-Canada. Durante su gobierno, Mulroney intentó en dos ocasiones reformar la constitución de Canadá para que sea aceptada por Quebec, primero con el acuerdo de Meech Lake y luego con el acuerdo de Charlottetown, que declararían a la provincia como una "sociedad distinta"; ambos intentos fallaron, la constitución no fue cambiada y la desilusión de los quebequeses revivió el separatismo en la provincia. En materia de política exterior, Mulroney fortaleció los lazos entre Canadá y Estados Unidos y se opuso al apartheid de Sudáfrica, liderando un movimiento dentro de la Mancomunidad de Naciones para sancionar al país. 
Durante los últimos años de su gobierno, Mulroney se volvió bastante impopular, principalmente a causa del IVA y del fallido acuerdo de Charlottetown, que alienó tanto a Quebec como al conservador oeste del país, lo que llevó a la creación del Bloc Québécois y del Partido Reformista, que se llevaron a casi todos los votantes del Partido Conservador Progresista. Es por esto que Mulroney decidió retirarse de la política, siendo sucedido como primer ministro por Kim Campbell, quien prontamente perdió las elecciones de 1993 aplastantemente.
Luego de retirarse de la política, Mulroney volvió al sector privado, siendo parte de la junta directiva de varias empresas. A pesar de que historiadores suelen considerarlo como un primer ministro mejor que el promedio, su legado sigue siendo controversial. Es criticado por su rol en el resurgimiento del nacionalismo quebequés y acusado de corrupción en el caso Airbus, escándalo que salió a la luz años después de su dimisión.

## Biografía
Era hijo de inmigrantes católicos irlandeses. Estudió en la Universidad St. Francis Xavier, en Antigonish (Nueva Escocia), donde se diplomó en ciencias políticas, y en la Universidad Laval, en Quebec, donde se graduó en derecho.
Trabajó como abogado en Montreal y se afilió al Partido Progresista Conservador de Canadá. En 1976 se presentó como candidato a líder del partido, pero fue derrotado por Joe Clark. En 1983, sin embargo, consiguió derrotarlo y fue elegido diputado federal.

## Carrera política
En las elecciones federales del 4 de septiembre de 1984, los conservadores tuvieron una victoria sin precedentes en Canadá, y su candidato, Mulroney, fue nombrado primer ministro. Nombró a Joe Clark Ministro de Asuntos Exteriores. Se entrevistó con el presidente de los EE. UU., Ronald Reagan, estrechando los lazos políticos y económicos entre ambos estados. En enero de 1988 firmó un tratado de libre comercio, la primera fase del Tratado de Libre Comercio de América del Norte, que también firmó en 1992. Su gobierno se orientó a la formación de una economía sólida, mediante tratados de libre comercio con diferentes potencias.
Anglófono por familia, pero nacido y formado en el francófono Quebec, Mulroney es perfectamente bilingüe en los dos idiomas oficiales de Canadá, lo cual tiene un significado político notable. Consiguió ser reelegido con mayoría absoluta en las elecciones federales del 21 de noviembre de 1988. Entonces intentó solucionar del todo el problema con Quebec iniciando una campaña de "reconciliación nacional" con el líder liberal quebequés Robert Bourassa, que llevaría a los acuerdos de Meech Lake, que consideraban a Quebec como una sociedad distinta (reconocimiento del pueblo quebequés como originario, concesión de competencias preeminentes en derechos y libertades y distribución del poder), a la vez que también reconocía la especificidad de los pueblos aborígenes (Primeras Naciones), y sentaría las bases de la creación de la provincia de Nunavut.
La derrota de los acuerdos en el referéndum constitucional de 1992 supusieron un fuerte golpe personal. La pérdida de popularidad lo movió a presentar la dimisión en febrero de 1993 y fue sustituido por la conservadora Kim Campbell.